# Jaume García
Jaume García Juan (Barcelona, España, 17 de noviembre de 1970) es un exfutbolista español que se desempeñaba como centrocampista.

## Clubes
| Club                 | País   | Año       |
| -------------------- | ------ | --------- |
| R. C. D. Español     | España | 1992-1995 |
| Elche C. F.          | España | 1997-1998 |
| Terrassa F. C.       | España | 1998-2000 |
| C. E. Sabadell F. C. | España | 2000-2004 |